# ملعب الانبعاث
ملعب الانبعاث هو ملعب كرة القدم وألعاب القوى يقع في مدينة أكادير بالمغرب و يقع إلى الشمال من حي الداخلة.

## التاريخ
تم بناء ملعب الانبعاث في 1960 وافتتح رسميا سنة 1963 من طرف الملك الحسن الثاني خلال زيارته لأكادير.
يعتبر الملعب واحد من الملاعب الأكثر رمزية في المغرب ويستوعب ما يصل إلى 10000 مشجع. تم تجهيز الملعب بالعشب الاصطناعي في أواخر عام 2011 وكان يستخدم من قبل فريقي حسنية اكادير ونجاح سوس. انتقل فريق الحسنية إلى ملعب أدرار بعد بناءه.